# Urech-Hydantoinsynthese
Die Urech-Hydantoinsynthese ist eine Namensreaktion der organischen Chemie. Sie wurde nach Friedrich Urech benannt, der die Reaktion im Jahre 1873 veröffentlichte. Mit dieser Reaktion lassen sich Hydantoine aus α-Aminosäuren herstellen.

## Übersichtsreaktion
In saurem Reaktionsmilieu reagieren α-Aminosäuren mit Kaliumcyanat (blau) zu 5-substituierte Hydantoinen:

R = organischer Rest oder Wasserstoff

Werden in der Reaktion Aminosäuren mit einer substituierten Aminogruppe (grün) eingesetzt, entstehen 1-N-substituierte Hydantoine.

## Mechanismus
Bei dieser Namensreaktion handelt es sich um eine zweistufige Reaktion bei der sich Hydantoinsäure 8 isolieren lässt. Diese kann dann mit Salzsäure umgesetzt werden und so ebenfalls Hydanoine 11 hergestellt werden.

R = organischer Rest oder Wasserstoff

Zunächst deprotoniert die Aminogruppe die Carboxygruppe der Aminosäure 1 und bildet das Zwitterion 2. Die Ammoniumgruppe 2 wird durch das Cyanat-Ion zu einem Carboxylat 3 deprotoniert. Dessen Aminogruppe greift dann nukleophil das Kohlenstoffatom der Cyansäure (4) an. Es folgt eine 1,3-Protonenübertragung vom Stickstoffatom zum negativ geladenen Stickstoffatom des ehemaligen Cyanats 5 und damit die Bildung eines Imins 6. Durch eine erneute Protonenübertragung bildet sich das Amid 7. Die Protonierung der Carboxylatgruppe am Amid 7 führt zum Zwischenprodukt Hydantoinsäure 8.

Es folgt ein intramolekularer Angriff der Aminogruppe 8 auf die Carbonylgruppe, was zur Schließung eines heterocyclischen Fünfrings 9 führt. Auf die Bildung eines Diols 10 durch Protonenübertragung, entsteht nach Abspaltung von Wasser das Hydantoin 11.
Die Reaktion ist auch heutzutage noch eine wichtige Variante zur Herstellung von Hydantoinen.